# Бременский собор

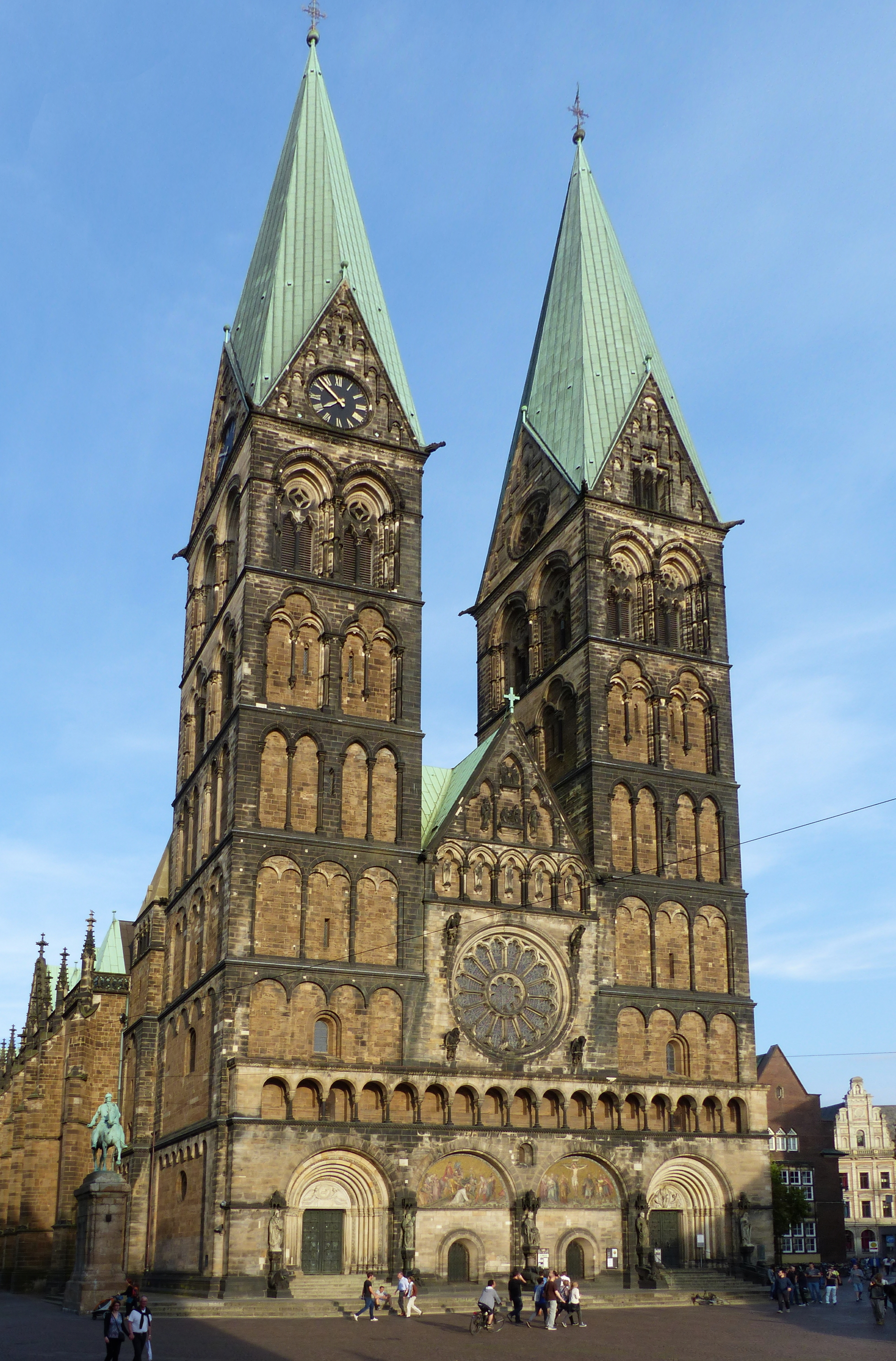
Бременский кафедральный собор Святого Петра

Бременский кафедральный собор Святого Петра (нем. Bremer St. Petri Dom) — собор в Бремене, относится к местной Евангелической церкви, сочетающей лютеранские и реформистские традиции.
Собор находится в старой части города на Рыночной площади по соседству с городской ратушей и статуей Роланда, объектами Всемирного наследия ЮНЕСКО. Также рядом с собором расположены городской парламент и дома городских старейшин и купеческих гильдий.
На месте современного собора Святого Петра первая церковь была построена в 789 году Святым Виллехадом. Она представляла собой небольшое деревянное строение. Через три года саксонцы подожгли Бремен, уничтожив и церковь. Через 13 лет, в 805 году под руководством епископа Виллериха была построена новая церковь. Позже здание расширялось, были построены центральный неф и два нефа с хорами, однако пожар 1041 года уничтожил здание собора и большую часть библиотеки.
Через несколько лет при архиепископе Адальберте началось строительство современного собора. Поначалу здание строилось из камня в романском стиле, но в XIII веке наметился поворот в сторону готики. Основная часть собора выстроена из кирпича и облицована песчаником. В конце XVI века большинство бременцев приняли кальвинизм, но сам собор с 1638 года стал лютеранским.
За время Тридцатилетней войны южная башня обрушивалась дважды. Воссоздание этой башни относится к концу XIX века.
В 1943—1945 годах на собор было сброшено несколько бомб, однако здание устояло.